# Dolina Zadnia Wielicka

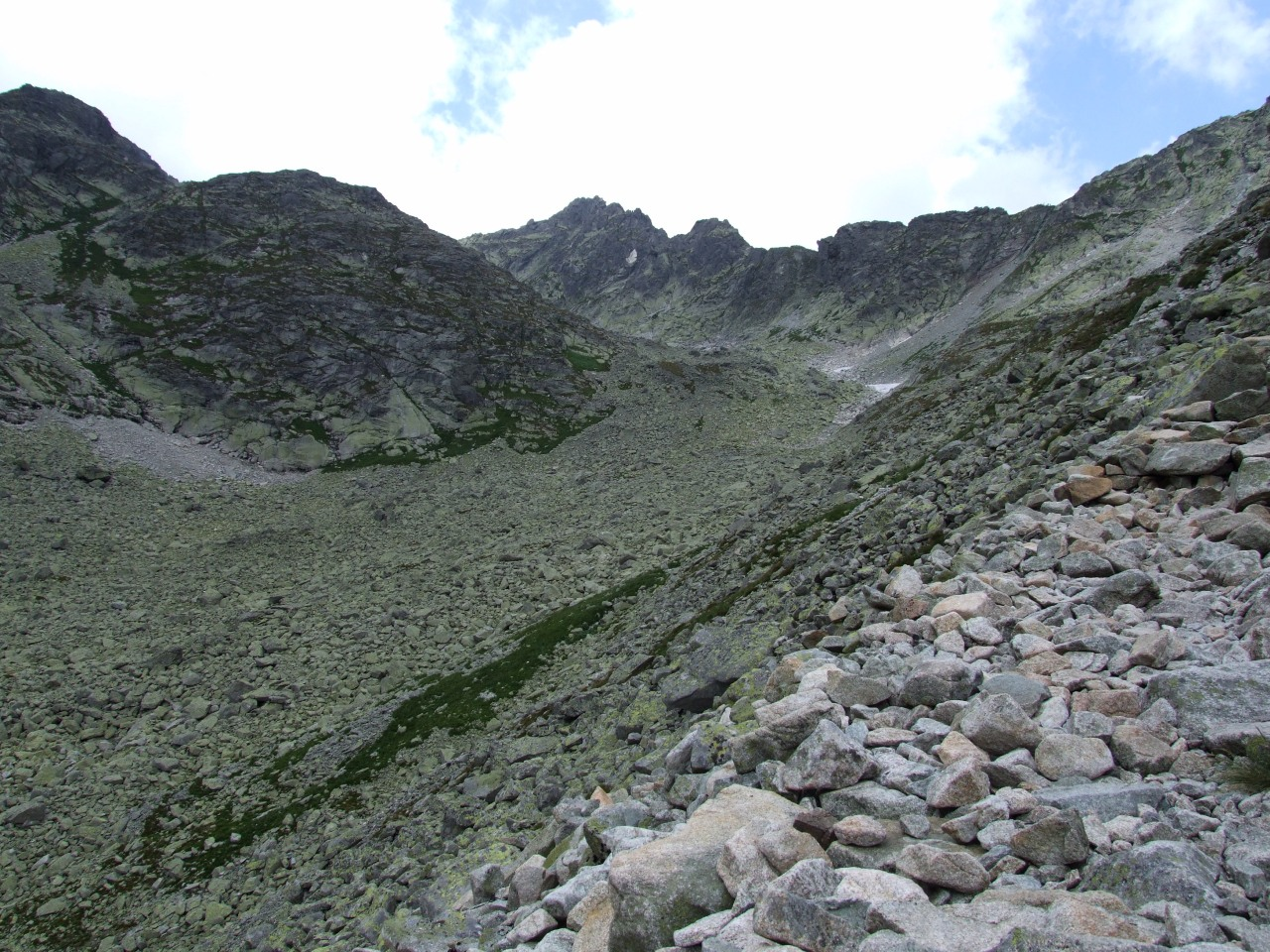
Dolina Zadnia Wielicka

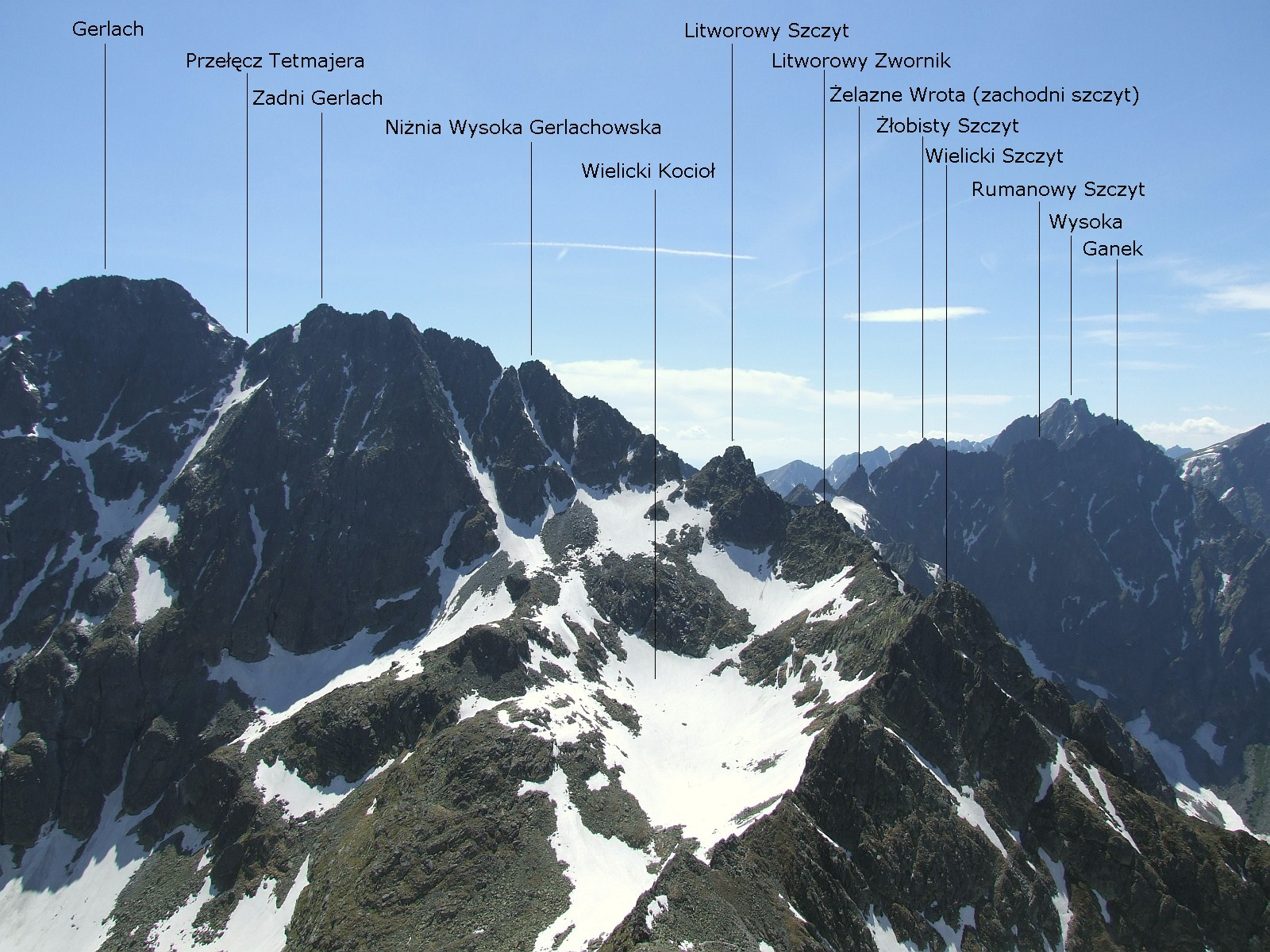
Widok z Małej Wysokiej na Wielicki Kocioł

Dolina Zadnia Wielicka (słow. Zadná Velická dolina) – najwyższe piętro Doliny Wielickiej w słowackich Tatrach, znajdujące się powyżej Suchej Kopy i Długiego Stawu. Jest to kamienne pustkowie podchodzące pod grań główną Tatr z przełęczą Polski Grzebień. Ma dwie odnogi: zachodnią – Wielicki Kocioł – i wschodnią, podchodzącą pod szczyt Małej Wysokiej i boczną grań Zwalistej Turni oddzielającą ją od środkowego piętra Doliny Wielickiej. Przez pustkowia Doliny Zadniej Wielickiej prowadzi szlak turystyczny, jego trudniejsze fragmenty pod Polskim Grzebieniem ubezpieczone są około 100-metrowej długości łańcuchami. Na początku lata zalegają tu zwykle zdradliwe śniegi. Kamienne rumowisko porastają porosty z rodzaju Rhizocarpon. Duże wrażenie robią stąd potężne ściany Gerlacha poprzecinane żlebami, z największym w całych Tatrach Żlebem Karczmarza, którego piargi zasypują Długi Staw.

## Szlaki turystyczne
– zielony szlak z Tatrzańskiej Polanki przez Dolinę Wielicką na Polski Grzebień. Czas przejścia: 3:45 h, ↓ 2:45 h